# ザ・トライアル・オブ・ビリー・ジャック
『ザ・トライアル・オブ・ビリー・ジャック』（The Trial of Billy Jack）は、1974年11月13日に公開されたアメリカ合衆国の映画。監督はT.C.フランク。ビリー・ジャックシリーズの3作目にあたる。2009年現在、この映画は日本では公開されていない。

## キャスト
- トム・ローリン：ビリー・ジャック
- ドロレス・テイラー：ジャーン・ロバーツ
- ヴィクター・イゼイ：ドック
- テレサ・ローリン：キャロル